# Rockstar San Diego
Rockstar San Diego (precedentemente Angel Studios) è un'azienda statunitense produttrice di videogiochi, sussidiaria di Rockstar Games.

## Storia
Quando si chiamava Angel Studios, la società aprì la strada al genere dei videogiochi di guida open world con i videogiochi Midtown Madness e Midnight Club: Street Racing. Tra gli altri prodotti noti sviluppati a quei tempi risultano il porting per Nintendo 64 di Resident Evil 2 e il videogioco Smuggler's Run.
Nel novembre 2002 la società venne acquisita da Take-Two Interactive che la affidò alla sua sussidiaria Rockstar Games, rinominandola Rockstar San Diego. Dopo l'acquisizione, oltre a continuare il suo impegno verso la serie di Midnight Club, la società sviluppa Red Dead Revolver nel 2004 e il seguito Red Dead Redemption nel 2010.
A partire dal 2006, lo studio ospita il RAGE Technology Group, sviluppatore del motore grafico RAGE, utilizzato in quasi tutti i videogiochi Rockstar a partire da Grand Theft Auto IV.
Il 15 luglio 2010, Rockstar conferma un taglio al personale di circa 40 dipendenti.

## Videogiochi sviluppati

### Come Angel Studios
| Videogioco                                       | Anno di pubblicazione | Piattaforme                     | Note                                                     |
| ------------------------------------------------ | --------------------- | ------------------------------- | -------------------------------------------------------- |
| Mr. Bones                                        | 1996                  | Sega Saturn                     | Insieme a Zono Incorporated                              |
| Major League Baseball Featuring Ken Griffey, Jr. | 1998                  | Nintendo 64                     |                                                          |
| Virtual Jungle Cruise                            | 1998                  | Attrazione 4D per DisneyQuest   |                                                          |
| Resident Evil 2                                  | 1999                  | Nintendo 64                     | Insieme a Factor 5. Originariamente sviluppato da Capcom |
| Ken Griffey Jr.'s Slugfest                       | 1999                  | Nintendo 64, Game Boy Color     | Portato su Game Boy Color da Software Creations          |
| Midtown Madness                                  | 1999                  | Microsoft Windows               |                                                          |
| Savage Quest                                     | 1999                  | Arcade                          |                                                          |
| Pirates: GameWorks                               | 1999                  | Arcade                          |                                                          |
| Midtown Madness 2                                | 2000                  | Microsoft Windows               |                                                          |
| Midnight Club: Street Racing                     | 2000                  | PlayStation 2, Game Boy Advance | Portato su Game Boy Advance da Rebellion Developments    |
| Smuggler's Run                                   | 2000                  | PlayStation 2, Game Boy Advance | Portato su Game Boy Advance da Rebellion Developments    |
| Smuggler's Run 2                                 | 2001                  | PlayStation 2                   |                                                          |
| Test Drive Off-Road Wide Open                    | 2001                  | PlayStation 2, Xbox             |                                                          |
| TransWorld Surf                                  | 2001                  | PlayStation 2, Xbox, GameCube   |                                                          |
| Smuggler's Run: Warzones                         | 2002                  | GameCube                        |                                                          |
| SpyHunter 2                                      | 2003                  | PlayStation 2, Xbox             |                                                          |

### Come Rockstar San Diego
| Videogioco                            | Anno di pubblicazione | Piattaforme                                       | Note                                               |
| ------------------------------------- | --------------------- | ------------------------------------------------- | -------------------------------------------------- |
| Midnight Club II                      | 2003                  | PlayStation 2, Xbox, Microsoft Windows            |                                                    |
| Red Dead Revolver                     | 2004                  | PlayStation 2, Xbox                               |                                                    |
| Midnight Club 3: DUB Edition          | 2005                  | PlayStation 2, Xbox, PlayStation Portable         | Portato su PlayStation Portable da Rockstar Leeds  |
| Rockstar Games Presents Table Tennis  | 2006                  | Xbox 360, Wii                                     |                                                    |
| Midnight Club: Los Angeles            | 2008                  | PlayStation 3, Xbox 360, PlayStation Portable     | Portato su PlayStation Portable da Rockstar London |
| Red Dead Redemption                   | 2010                  | PlayStation 3, Xbox 360                           |                                                    |
| Red Dead Redemption: Undead Nightmare | 2010                  | PlayStation 3, Xbox 360                           | Espansione di Red Dead Redemption                  |
| Max Payne 3                           | 2012                  | PlayStation 3, Xbox 360, Microsoft Windows, macOS | Come parte di Rockstar Studios                     |
| Red Dead Redemption 2                 | 2018                  | PlayStation 4, Xbox One                           |                                                    |